# Мухаммад ібн Азгар ад-Дін
Мухаммад II ібн Азгар ад-Дін (*араб. محمد بن الأزهر اد الدين‎‎; д/н — 1518) — 7-й султан Адалу у 1487—1518 роках. Став останнім пануючим представником своєї династії.

## Життєпис
Походив з династії Валашма. Праонук султана Са'ад ад-Діна II. Син Азхара ібн Абу Бакра. 1487 року після смерті стрийка Шамс ад-Діна посів трон Адалу.
Напочатку дотримувався мирних стосунків з ефіопією, більше приділяючи увагу внутрішнім справам. Втім невдовзі виявив слабкість, дозволивши посилитися місцевих феодалам та сановникам. Найбільшу вагу набрав імам Магфуз, що навіть з 1508 року став проводити самостійну війну проти Ефіопії. Зрештою це спонукало на відповідні дії негуса На'ода.
У 1516 році війська султана зазнало поразки й він вимушен був визнати зверхність Ефіопії. 1517 року в битві в провінції Даваро загинув імам Магфуз. Проте 1518 року самого султана було повалено сином Магфуза — Абу Бакаром ібн Мухаммадом. Втім трон захопив Гарад Абун ібн Адаш.